# Moritz Müller (Volleyballspieler)
Moritz Müller (* 29. April 1988 in Dortmund) ist ein deutscher Volleyballspieler.

## Karriere
Nachdem Müller mit seinem Vater privat Beachvolleyball gespielt hatte, begann er 2001 seine Volleyball-Karriere beim TV Hörde. Von dort wechselte der Außenangreifer 2007 zum Zweitligisten RWE Volleys Bottrop. Im selben Jahr gelang ihm mit der U20 des TV Hörde der Gewinn der westdeutschen und der deutschen Meisterschaft. 2009 schaffte er mit Bottrop den Aufstieg in die Bundesliga. Drei Jahre später stieg die Mannschaft wieder ab. Im Dezember 2013 wurde den RWE Volleys Bottrop die Bundesligalizenz entzogen, weshalb Müller zum Erstligisten Moerser SC wechselte. Kurze Zeit später zog sich auch der Moerser SC aus dem deutschen Oberhaus zurück, weshalb Moritz Müller in der Saison 2014/15 für die TuB Bocholt auflaufen wird. Zwei Jahre später kam der erneute Wechsel zurück zum Moerser SC, mit dem er direkt in dem Jahr den Aufstieg in die zweite Liga schaffte.

## Privates
Moritz Müller ist verheiratet und Vater eines Sohnes.